# Стадион Олимпико Метрополитано
Стадион Олимпико Метрополитано (шп. Estadio Olímpico Metropolitano) је вишенаменски стадион у граду Сан Педро Сула, Хондурас. Изградња стадиона је завршена је 25. септембра 1997. и свечано отворена 5. децембра 1997. због VI Централноамеричких игара, њени објекти се деле са Олимпијским селом изграђеним у истом периоду за Игре у Централној Америци.
Стадион се већином користи за фудбалске утакмице, а има и објекте за атлетику. Ови савремени објекти имају капацитет за смештај 37.325 гедалаца. Такође се може приметити да се налази у највећој урбаној области у земљи, а то је Метрополитанско подручје долине Суле.Отварање стадиона је одложено, јер је инаугурација VI игара одложена.

## Важнији догађаји
Олимпијски стадион у граду Сан Педро Сула је највећи олимпијски стадион у Централној Америци и други највећи спортски стадион у Централној Америци и на Карибима. Такође је један од најмодернијих у региону, има простор за ложе, опремљен седиштима, свлачионицама, дигиталном таблом за најаве и обавештења, сигурносни простор између трибина и терена. У модернизацију свлачионице и простора за штампу је уложено више од 15.000.000 лемпира. Ове модификације укључују уградњу клима уређаја и уградњу електронских екрана у свлачионицама.
На терену је природна трава која се константмо одржава. На периферији спортских објеката постоји безбедносни периметар како би се избегле гомиле људи или „навијача“. Поред тога, постоје савремени објекти за бављење другим спортовима као што су бејзбол, кошарка (која је модерно реконструисана 2004. године).
Стадион служи репрезентацији Хондураса игра за домаће утакмице. Све утакмице Хондураса у квалификацијама за Светско првенство у Јужној Африци 2010. и Светско првенство у Бразилу 2014. одигране на овом стадиону. Стадион се користи за утакмице репрезентације Хондураса, као и утакмице клубова Депортиво Маратон и Реал Депортиво Еспања.
Ту је одиграно и првенство Конкакафа до 17 година 2015.